# 翁與之
翁與之（1635年8月5日—1688年8月7日），字曰可，一字𡴾瞻，號層崖，江蘇常熟縣人，順治十七年庚子科舉人，康熙三年甲辰科進士，官廣東澄海縣知縣